# James Brewer
James Brewer (né le 18 juin 1988 à Cheltenham) est un athlète britannique spécialiste du demi-fond.
Son meilleur temps est de 3 min 37 s 17 sur 1 500 m à Berlin le 15 août 2009. Sur le Mile, il a obtenu 3 min 54 s 80 à Londres le 25 juillet 2009.